# Тилеманс, Фредди
Фредди Тилеманс (фр. Freddy Thielemans; 11 сентября 1944, Лакен — 29 января 2022, Неде-ове-Эамбеек, Брюссель) — бельгийский государственный и политический деятель. Бывший член Социалистической партии и бывший мэр Брюсселя с 1994 по 1995 год; с 2001 по 2013 год.
В конце 1970-х — начале 1980-х годов играл в регби в Brussels Barbarians RFC, принимал участие в Ванкуверском туре в 1982 году.

## Биография
Получил высшее образование в области коммерческих наук, работал учителем в средних школах Брюсселя. В 1983 году началась политическая карьера, когда стал работать в кабинете мэра Брюсселя Эрве Брухона. В 1988 году стал олдерменом Социалистической партии и мэром Брюсселя в период с 1994 по 1995 год. Работал в парламенте Брюссельского столичного региона с 1995 по 1999 год, затем стал членом Европейского парламента. В 2000 году после подведения итогов муниципальных выборов снова стал мэром Брюсселя. Ушёл в отставку в 2013 году из-за возраста, его сменил Иван Майер.
Был женат на Сесиль Шарль и имел двоих детей: Майру и Камиллу. В 2016 году серьёзно упал, что привело к кровоизлиянию в мозг и коматозному состоянию. С тех пор состояние его здоровья ухудшалось. Скончался 29 января 2022 года в возрасте 77 лет.

## Награды
- В 2014 году награждён орденом Почётного легиона[7];
- В 2014 году награждён орденом Леопольда I[8].